# Pedicularis heterodonta
Pedicularis heterodonta är en snyltrotsväxtart som beskrevs av Pancic. Pedicularis heterodonta ingår i släktet spiror, och familjen snyltrotsväxter. Inga underarter finns listade i Catalogue of Life.